# Bill McDougall
William Henry „Bill“ McDougall (* 10. August 1966 in Mississauga, Ontario) ist ein ehemaliger kanadischer Eishockeyspieler, der in seiner aktiven Zeit von 1989 bis 2008 unter anderem für die Detroit Red Wings, Edmonton Oilers und Tampa Bay Lightning in der National Hockey League, sowie die München Barons in der DEL gespielt hat.

## Karriere
Bill McDougall begann seine Karriere als Eishockeyspieler bei den Erie Panthers, für die er in der Saison 1989/90 in der East Coast Hockey League aktiv war. Noch während seiner ersten Profisaison wurde er am 9. Januar 1990 als Free Agent von den Detroit Red Wings verpflichtet, für die er in der Saison 1990/91 sein Debüt in der National Hockey League gab, wobei er in insgesamt drei Spielen eine Vorlage gab. Die restliche Zeit im Franchise der Detroit Red Wings verbrachte der Angreifer bei deren Farmteam aus der American Hockey League, den Adirondack Red Wings. Am 22. Februar 1992 gab ihn Detroit im Tausch gegen Max Middendorf an die Edmonton Oilers ab, mit deren AHL-Farmteam er in der Saison 1992/93 den Calder Cup gewann. Im August 1993 wurde der Rechtsschütze als Free Agent von der Tampa Bay Lightning verpflichtet, für die er in der Saison 1993/94 in 22 Spielen insgesamt sechs Scorerpunkte, darunter drei Tore, erzielte.
Im Sommer 1994 ging McDougall erstmals nach Europa, wo er in der Saison 1994/95 für den HC Courmaosta in der italienischen Serie A spielte. Die folgende Spielzeit begann er beim HDD Olimpija Ljubljana, der am Saisonende Slowenischer Meister wurde. Noch während der Saison wechselte der Kanadier zum EV Zug aus der Schweizer Nationalliga A, mit dem er 1998 erstmals Schweizer Meister wurde. Diesen Erfolg konnte der Center ein Jahr später mit dem HC Lugano wiederholen, nachdem er die Saison bei deren Ligarivalen Kloten Flyers begonnen hatte. Im Anschluss an diese Spielzeit wurde McDougall von den neugegründeten München Barons aus der DEL verpflichtet, mit denen er in der Saison 1999/2000 Deutscher Meister wurde. Im Januar 2000 war ein Dopingtest von McDougall positiv auf Pseudoephedrin und er wurde für acht Monate gesperrt.
Daraufhin kehrte er in die Schweiz zurück, wo er für den EHC Chur ein weiteres Jahr lang in der Nationalliga A auflief. In der Saison 2001/02 stand der Flügelspieler beim ERC Ingolstadt aus der 2. Bundesliga unter Vertrag, mit dem ihm der Aufstieg in die DEL gelang. Seine Karriere beendete der Kanadier in seiner Heimatprovinz Ontario, wo er von 2002 bis 2008 für die Dundas Real McCoy's in der Ontario Hockey Association auflief.

## Erfolge und Auszeichnungen
| - 1990 ECHL First All-Star Team - 1990 ECHL Rookie of the Year - 1990 ECHL Most Valuable Player - 1990 ECHL Leading Scorer - 1993 Calder-Cup-Gewinn mit den Cape Breton Oilers - 1993 Jack A. Butterfield Trophy - 1996 Slowenischer Meister mit dem HDD Olimpija Ljubljana | - 1996 Spengler-Cup-Gewinn mit dem Team Canada - 1997 Spengler-Cup-Gewinn mit dem Team Canada - 1998 Schweizer Meister mit dem EV Zug - 1999 Schweizer Meister mit dem HC Lugano - 2000 Deutscher Meister mit den München Barons - 2002 Aufstieg in die DEL mit dem ERC Ingolstadt |